# Taiwan i olympiska sommarspelen 2020
Taiwan deltog i de olympiska sommarspelen 2020 under namnet Kinesiska Taipei. Landet lyckades ta rekordmånga medaljer, mer än dubbelt så många som rekordåren 2000 och 2004.